# Araucaria laubenfelsii
Araucaria laubenfelsii là một loài thực vật hạt trần trong họ Araucariaceae. Loài này được Corbasson mô tả khoa học đầu tiên năm 1968.